# Ніязов Амін Ірматович
Амін Ірматович Ніязов (1 листопада 1903, село Ак-Тепе Ферганської області, Російська імперія, тепер Республіка Узбекистан — 26 грудня 1973, місто Ташкент, тепер Республіка Узбекистан) — радянський партійний діяч, голова Президії Верховної Ради Узбецької РСР у 1947—1950 роках, 1-й секретар ЦК КП(б) Узбекистану в 1950—1955 роках. Член ЦК КПРС в 1952—1956 р. Депутат Верховної Ради СРСР 2—4-го скликань.

## Біографія
Народився в родині дехканина-середняка в селі Ак-Тепе Ферганської області. Батько працював здольником у багатих землевласників, отримуючи невелику частку врожаю.
Трудову діяльність розпочав у 1919 році: спочатку працював у Ферганському повітовому продовольчому комітеті, потім секретарем Ферганського міського комітету комсомолу.
У 1920—1924 роках — в радянських органах безпеки: боєць частин особливого призначення і співробітник Туркестанської ВНК (ЧК) та ДПУ, співробітник і військовий комісар Ферганської міської (повітової) робітничо-селянської міліції.
Член ВКП(б) з 1925 року.
У 1925 році працював відповідальним секретарем із проведення земельно-водної реформи в Ферганській області. З 1925 по 1926 рік навчався на робітничому факультеті.
З 1926 року — завідувач Кокандського міського фінансового відділу, завідувач Ферганського окружного фінансового відділу Узбецької РСР. 
З 1929 року — завідувач Ферганського окружного відділу державного насіннєвого фонду.
У 1930 році — заступник начальника будівництва Ферганського текстильного комбінату.
У 1930—1934 роках — студент Всесоюзної промислової академії імені Сталіна.
У 1935—1940 роках — виконроб, старший інженер, заступник начальника дільниці дериваційного каналу, головний інженер на будівництві Чирчицького електрохімічного комбінату Узбецької РСР.
У 1940—1941 роках — завідувач відділу будівництва ЦК КП(б) Узбекистану.
У січні 1941—1946 роках — народний комісар фінансів Узбецької РСР.
У 1946—1947 роках — заступник голови Ради міністрів Узбецької РСР.
З 17 березня 1947 по 21 серпня 1950 року — голова Президії Верховної ради Узбецької РСР.
З 14 квітня 1950 по 23 грудня 1955 року — 1-й секретар ЦК КП(б) Узбекистану.
У березні 1956 — 1957 року — міністр комунального господарства Узбецької РСР.
У 1957—1960 роках — начальник Головного управління по газифікації при Раді міністрів Узбецької РСР.
Потім — на пенсії в Ташкенті.

## Нагороди
- два ордени Леніна (,6.11.1953)
- три ордени Трудового Червоного Прапора
- два ордени Червоної Зірки
- медалі
- Заслужений будівельник Узбецької РСР